# Casa delle Vestali
La Casa delle Vestali era la sede del collegio sacerdotale delle Vestali della Roma antica, presso il Foro Romano. Era collocata alle spalle della Regia e componeva un unicum con il Tempio di Vesta, in un complesso chiamato Atrium Vestae.

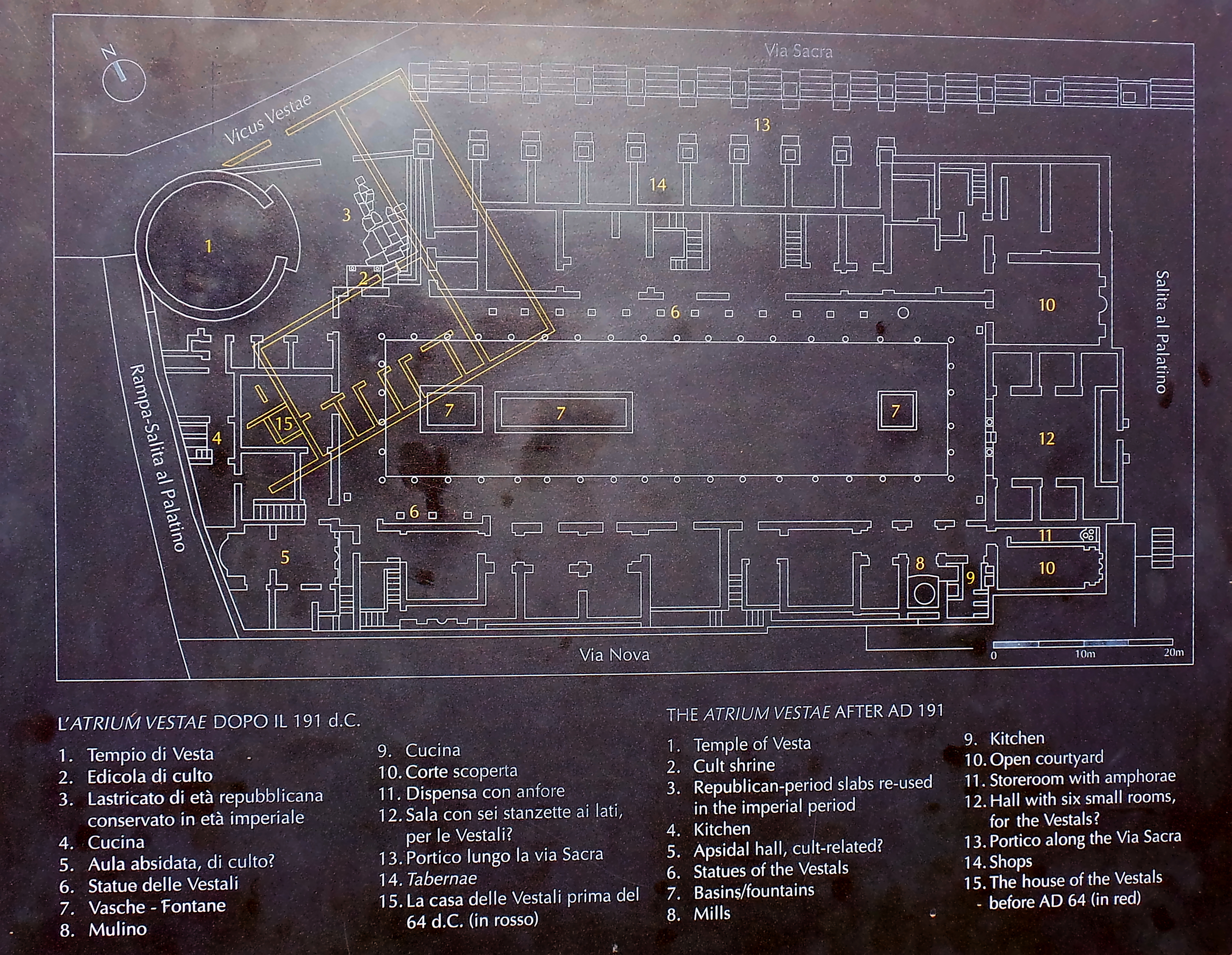
Planimetria dell'Atrium Vestae, prima del 64 a.C., e dopo il 191 d.C.

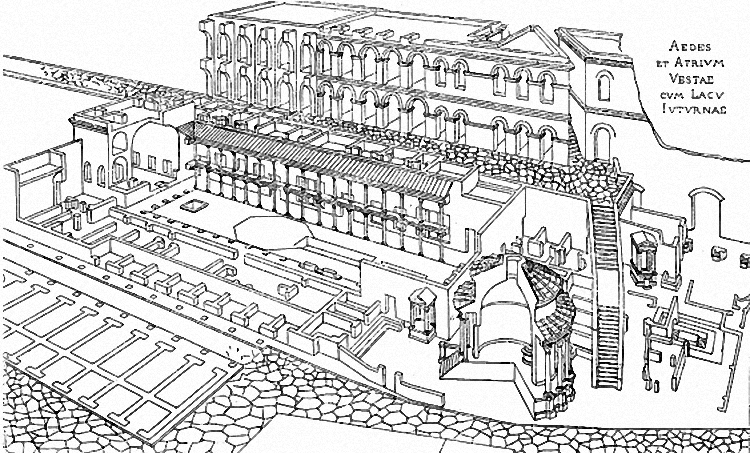
Ricostruzione grafica da Christian Hülsen, Il Foro Romano. Storia e Monumenti, Roma 1905

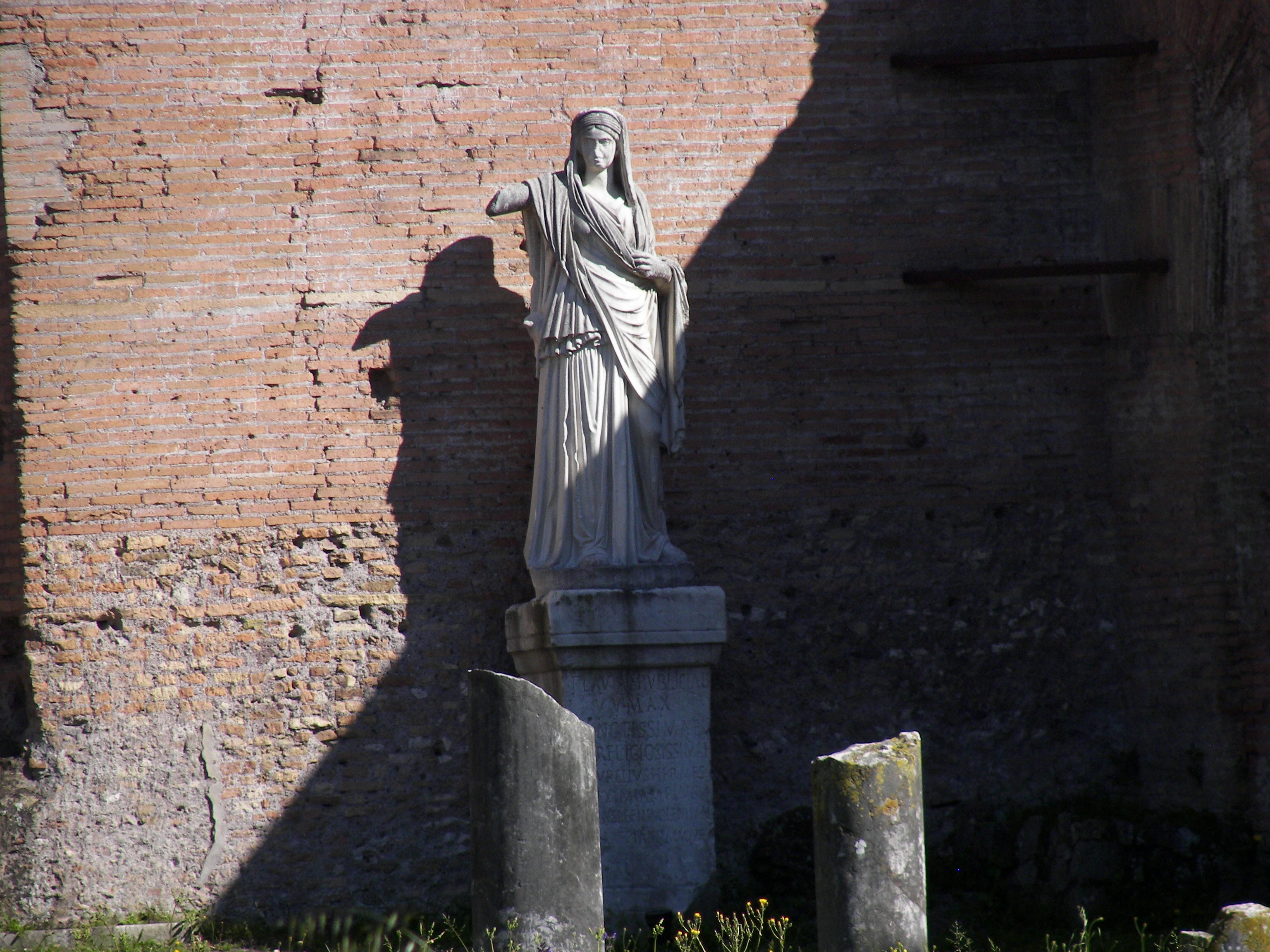
Statua di Flavia Publicia (CIL VI 32417)

## Storia
Il nome antico di Atrium Vestae si riferiva in origine ad un'area aperta situata presso il tempio di Vesta, sede del culto della dea, circondata da costruzioni. La residenza delle Vestali ne fece parte solo a partire dal II secolo a.C., occupando l'area compresa tra la Regia, la Domus Publica (la residenza del pontefice massimo) e le pendici del Palatino.
Negli scavi più recenti sono stati rinvenuti i resti di una capanna dell'VIII secolo a.C., interpretata come la casa delle Vestali di età regia. Il tempio era già circondato da un recinto unito alla casa e non si conosce se fosse già a pianta circolare. In ogni caso l'ingresso guardava a est, come mantenne nelle ricostruzioni successive.
La posizione, esterna ai confini degli abitati del Palatino e del Quirinale, fa ritenere che il culto di Vesta fosse un culto pubblico condiviso tra genti Latine e Sabine, coincindendo quindi anche nell'epoca con i racconti delle gesta romane ai tempi del primo re Romolo. 
In quest'epoca l'edificio era molto più piccolo e presentava lo stesso orientamento della Regia secondo i punti cardinali. Sotto questi resti sono state a più riprese messe in luce fasi di costruzioni precedenti, in stretto legame con le ricostruzioni della Regia, risalenti fino al VI secolo a.C.. 
Nel 12 a.C. Augusto, nella sua qualità di pontefice massimo, donò alle Vestali la Domus Publica, residenza del pontefice dove aveva abitato anche Giulio Cesare. Probabilmente dopo l'incendio del 64 d.C., il complesso venne ricostruito a un livello più alto con una nuova pianta e un nuovo orientamento, in accordo con le altre costruzioni che circondavano la piazza del Foro.
I resti attualmente visibili furono rimessi in luce dagli scavi di Lanciani (1884), a cui si deve la rimozione dei muri di contenimento degli Orti Farnesiani, e di Boni (1907) e appartengono ad una ricostruzione databile, sulla base dei bolli laterizi ("marchi di fabbrica" impressi sui mattoni utilizzati nelle costruzioni), principalmente all'epoca di Traiano.
L'ala occidentale, con il tempio di Vesta fu restaurata in epoca severiana dopo un incendio nel 191 d.C.
Con l'abolizione dei culti pagani voluta da Teodosio I nel 391 e la sconfitta degli ultimi campioni del paganesimo a Aquileia nel 394, la casa venne abbandonata dalle ultime vestali e fu rioccupata, in parte, dalla corte imperiale prima e da quella papale poi.
Nell'area, già a partire dal XV secolo furono rinvenuti a più riprese basamenti di statue con iscrizioni di dedica alle Vestali datate tra la fine del III secolo e il 377, ora ricollocate nel cortile.

## Descrizione
L'aspetto attuale del complesso è quello legato all'ultimo restauro della moglie di Settimio Severo, Giulia Domna, dopo l'incendio del 191.
Le stanze, in origine su almeno due piani (come visibile ancora oggi sul lato sud), si articolano intorno ad un cortile porticato, con fontane (poi sostituite da un'aiuola ottagonale).

### Edicola di Vesta
Dal tempio si accedeva verso est alla casa, passando accanto a un'edicola, sostenuta originariamente da due colonne ioniche delle quali oggi ne resta una sola. Quella mancante è riprodotta in mattoni ricavati dall'anastilosi eseguita alla fine del XIX secolo. L'iscrizione sul fregio testimonia come essa fosse stata edificata col denaro pubblico disposto per decreto del Senato. I bolli sui mattoni la collocano all'epoca di Adriano.
Poiché il tempio era sprovvisto di simulacro, può darsi che la statua di Vesta fosse collocata proprio qui.

### Cortile centrale

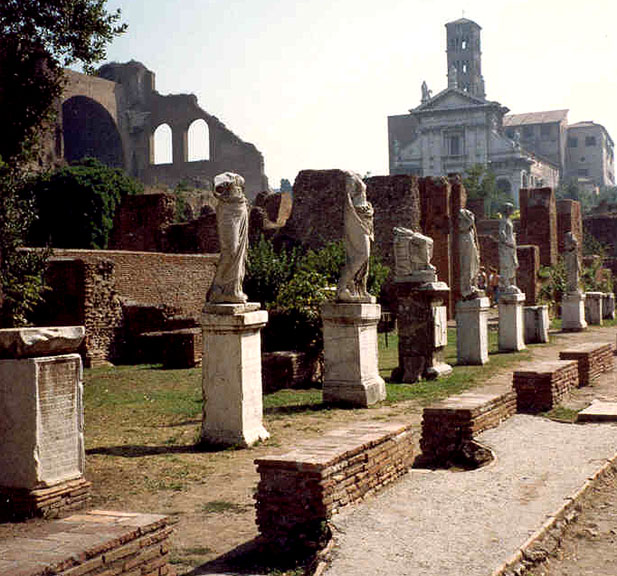
Statue delle Vestali

Dall'ingresso si penetra nel cortile centrale della Casa, composto come una sorta di peristilio. Una passerella moderna permette di vedere i resti dell'edificio repubblicano sottostante, con pavimento a lithostroton con formelle irregolari di marmo.
Al centro si trovano tre bacini, due piccoli quadrati e uno grande rettangolare al centro, che vennero coperti in epoca costantiniana da una struttura ottagonale in laterizio, interpretabile come una decorazione del giardino, oggi rimossa. Il bacino rettangolare inoltre ricalca la sagoma del foro di Iulium Carnicum, ovvero l'odierna Zuglio situata in Friuli-Venezia Giulia, foro caratterizzato dal taglio di un angolo per permettere il passaggio funzionale tra questo e l'edificio termale; mentre il foro di Zuglio ha una disposizione NO-SE (con taglio a nord-est), questo bacino ha una disposizione simmetricamente capovolta (con taglio a sud-est).
Sotto il portico erano allineate le statue delle Vestali massime (le virgo vestalis maxima). Le numerose basi e statue ritrovate erano ammassate soprattutto nel lato occidentale del cortile, evidentemente in attesa di essere trasformate in calce. Le più belle oggi si trovano altrove, mentre quelle presenti sono collocate senza un preciso criterio, poiché se ne ignora la disposizione originale, con accoppiamenti arbitrari tra basi e statue.
Le iscrizioni delle basi risalgono all'ultima fase dell'edificio, dell'epoca severiana, o posteriori. Esse sono:
- di Numisia Maximilia, 201 d.C.
- tre di Terentia Flavola, del 209, 213 e 215
- di Campia Severina, del 240 (non più esposta qui)
- di Flavia Mamilia, 242 (non più esposta qui)
- due di Flavia Publicia, 247 e 257
- di Coelia Claudina, 286
- due di Terenzia Rufia, 300 e 301 (non più esposte qui)
- di Coelia Concordia, 380 (non più esposta qui)

Un'altra base del 364 sul lato sud, vicino alla scala che sale alla via Nova presenta un nome di vestale cancellato, del quale si riconosce solo la prima lettera, "C". Potrebbe trattarsi della vestale Claudia, ricordata dal poeta cristiano della fine del IV secolo Prudenzio. Essa aveva abbracciato la fede cristiana e per questo il suo nome sarebbe stato coperto dall'infamia degli ultimi adepti del paganesimo.

### "Tablinum" e lato est

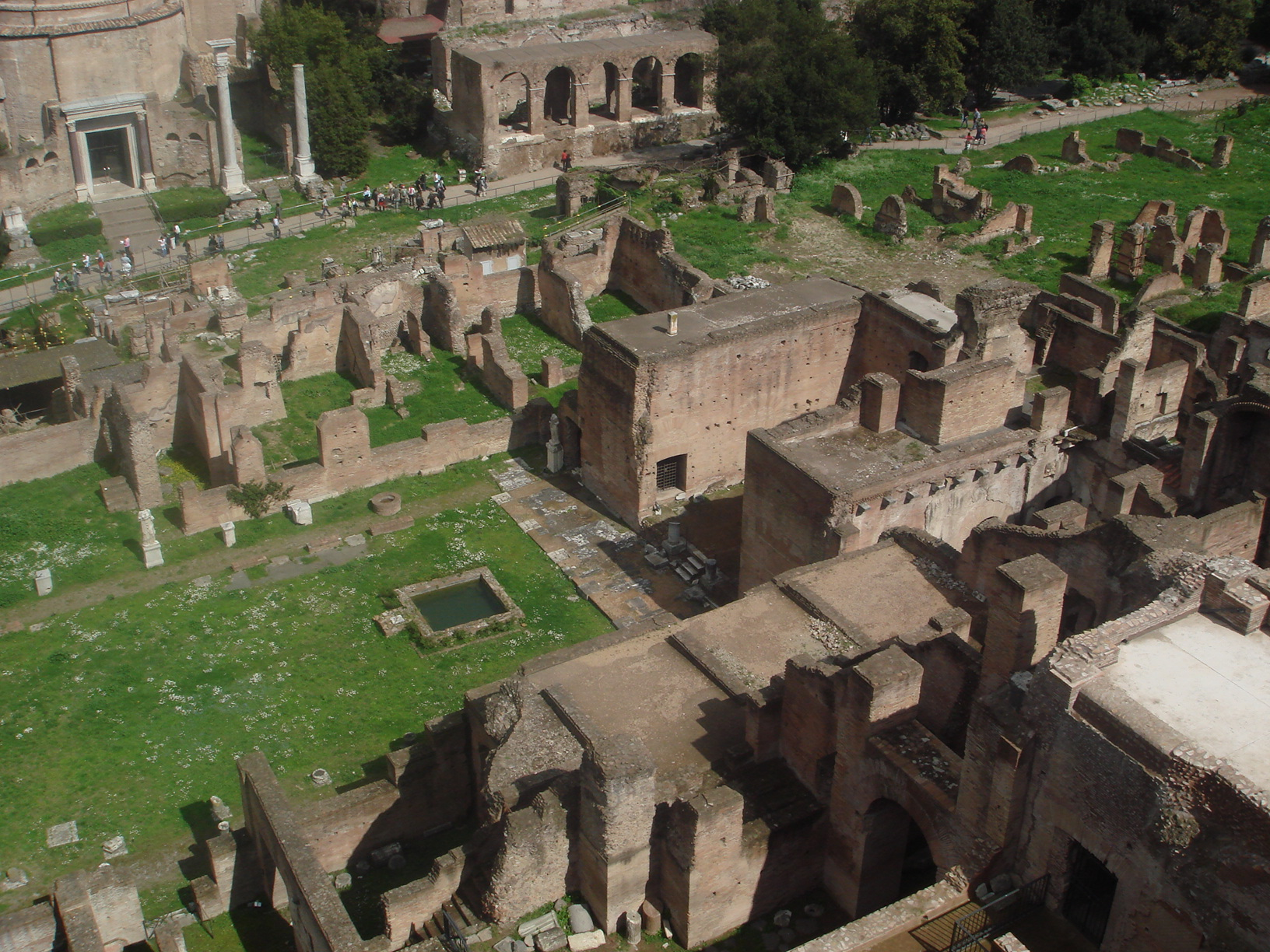
Il lato est

Sul lato orientale è presente un grande ambiente coperto a volta sul quale si affacciano due file di tre stanze più piccole, impropriamente detto tablinum (stanza di ricevimento nella domus romana). Se è facile immaginare come ognuna delle sei stanze fosse destinata a una vestale, più complessa è l'identificazione della stanza centrale, forse un sacello dei Lari.
Al livello inferiore sono state trovate le tracce di un piccolo santuario. Forse vi si trovava la statua marmorea di Numa Pompilio, mitico fondatore del culto di Vesta, che oggi è conservata nell'Antiquarium Forense.
Sopra il "tablino" vi sono le tracce di una scala che dimostra l'esistenza di un secondo piano superiore, forse destinato al personale di servizio.

### Lato sud
Il lato sud è quello meglio conservato, con numerose stanze che si aprono su un lungo corridoio:
un forno, quella che viene considerata una cucina e un mulino con la mola ben conservata, anche se recenti studi ritengono che questa sia stata posta in questa posizione nei primi del '900. Da qui parte anche la scala per il piano superiore, dove si trovavano le stanze delle sacerdotesse, dotate di bagni riscaldati.
Altre due scale per il primo piano si trovano in fondo all'estremità dell'ala sud, vicino a un'aula absidata, forse un santuario. Potrebbe trattarsi del sacello del misterioso dio Aius Locutius, collocato nel vecchio bosco sacro del Lucus Vestales. Secondo Cicerone quest'area era legata a un'antica leggenda, secondo la quale nel 390 a.C. una misteriosa voce avrebbe avvertito qui i Romani dell'imminente assalto dei Galli, rimanendo però inascoltata.

### Lato ovest
Il lato ovest è occupato da un grande ambiente rettangolare, fronteggiante il "tablino", di solito identificato come un triclinio.

### Lato nord
Le stanze sul lato nord sono quelle in peggior stato di conservazione. Gli elementi a disposizione non sono sufficienti per attribuirvi una funzione, neppure ipotetica.